# Johan Adolph Berndes
Johan Adolph Berndes (tidigare Elglind), född 19 april 1761 i Stockholm, död 1826 i Västra Ny socken, Östergötlands län, var en svensk tonsättare, harpist och assessor.

## Biografi
Johan Adolph Berndes föddes 19 april 1761 i Stockholm. Han var son till skolläraren Petter Elglind (1718–1769) och Anna Catarina Berndes (1725–1790). Efter Elglinds död 1769 gifte modern om sig 1770 med handlaren Jakob Löfgren. Berndes kom att arbeta som sekreterare och gifte sig 9 juni 1794 med Catharina Charlotta von Rothstein.
Familjen flyttade 1795 till Väderstad i Väderstad socken och han arbetade där som kronobefallningsman. Berndes arbetade som kronofogde i Göstrings härad och Vifolka härad. 1796 blev han utnämnd till assessor. Familjen flyttade 1800 till Ekeby i Ekeby socken. 1805 flyttade de till Hageby Storgård i Allhelgona socken utanför Skänninge. 1807 flyttade de till Blommedal i Västra Ny socken.Berndes avled 5 september 1826 av inflammation på Blommendal i Västra Ny socken.

### Familj
Berndes gifte sig 9 juni 1794 i Stockholm med Catharina Charlotta von Rothstein (1771–1830). Hon var dotter till hovintendenten Simon Peter von Rothstein och Margareta Elisabet Baer. De fick tillsammans barnen Margareta Catharina Johanna (född 1794), Juliana Charlotta Adolfina (född 1796), Sophia Magdalena (född 1797), Johannes Pontus (1798–1819), Bleckert Adolph (född 1801), Petronella Augusta Pamela (1803–1804), Melker Teodor (född 1805), Ebba Adelina Gustafva (1807–1808), Malvina Aurora (1811–1813) och Conrad Achilles (född 1816).

## Musikverk

### Harpa
- Musik för harpa. Tillägnad hertiginnan av Södermanland Hedvig Elisabet Charlotta av Holstein-Gottorp. Utgiven 1793 i Stockholm.[16]

1. Andante i Ab-dur
2. Rondo i Eb-dur
3. Larghetto i c-moll
4. Marsch i Eb-dur
5. Aria med variationer i Ab-dur
6. Andante i Ab-dur
7. Polonäs i F-dur
8. Polonäs i Eb-dur
9. Moderato med variationer i Eb-dur

- Siciliano med variationer i Eb-dur.[16]